# Huile de pied de bœuf

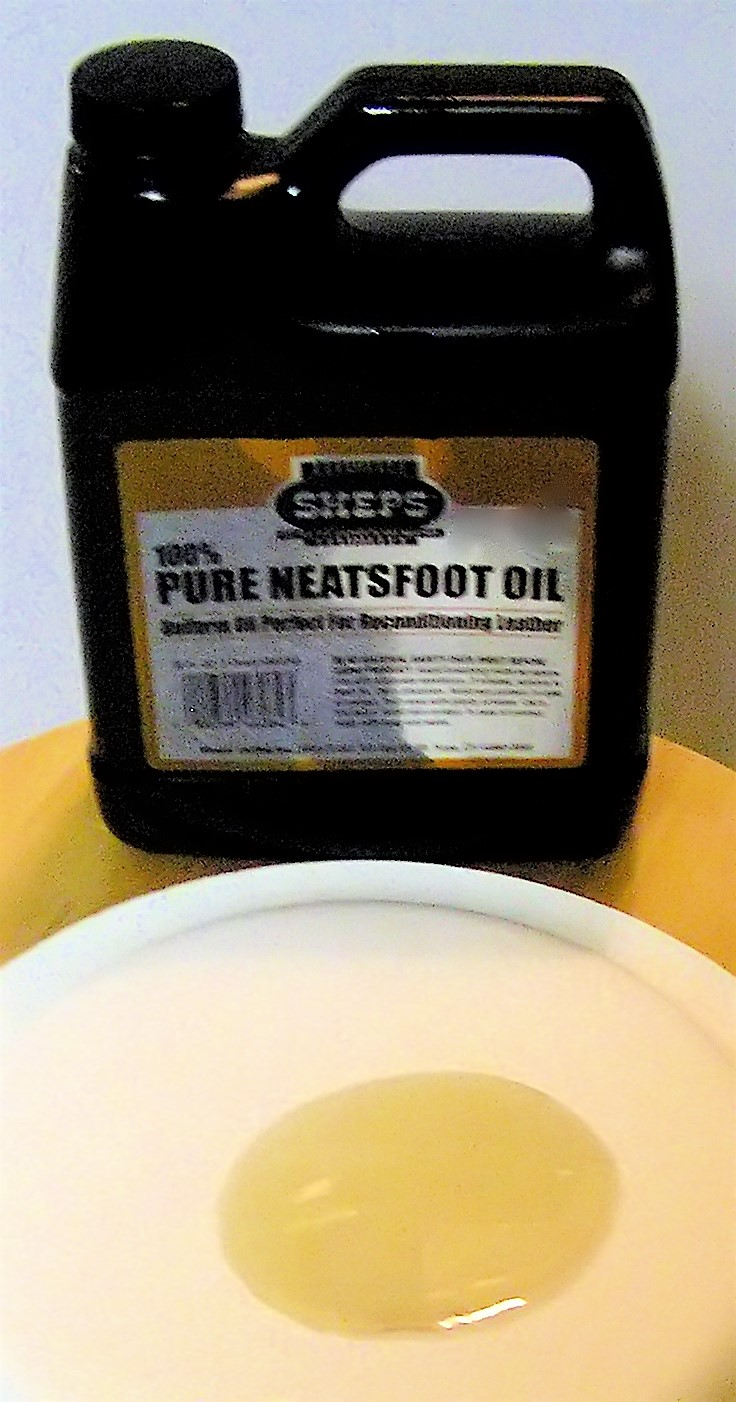
Huile de pied de bœuf.

L’huile de pied de bœuf est une huile jaune produite à partir des os des pieds et des tibias (pas des sabots, qui sont des ongles et non des os) du bétail. Elle est utilisée dans le conditionnement, le ramollissement et la conservation du cuir.  Elle reste liquide à basse température. Au  XVIIIe siècle, elle était utilisée médicalement en pommade pour traiter les problèmes de peau sèche.
L’huile de pied de bœuf est beaucoup moins utilisée que par le passé sauf pour l'entretien de la sellerie. À l’heure actuelle, les tibias et les pieds du bétail sont utilisés avec le reste de la carcasse. La plupart des produits aujourd’hui vendus comme de l’huile type pied de bœuf sont en fait dilués avec des huiles végétales naturelles permettant de garder le même pH. Certains conseillent d'utiliser un savon glycériné pour assouplir le cuir avant de passer cette huile type pied de bœuf. 
La meilleure qualité d’huile de pied de bœuf est obtenue à partir de la jambe des veaux. La graisse de la jambe des animaux a, généralement, un point de solidification plus bas que celui des graisses du corps. Elle est donc plus fluide et plus simple à utiliser à basse température, ce qui la rend plus efficace dans le traitement du cuir.